# Laguna de Canaima
Laguna de Canaima es un cuerpo de agua localizado en la Gran Sabana, en el  parque nacional Canaima, del Estado Bolívar (Venezuela).
Sus aguas provienen de siete cascadas y un río, está rodeada por vistas de diversos tepuyes (como Kusari, Kuravaina y el Kurun) además de una frondosa vegetación. Destacan además los diversos colores de sus aguas que varían de acuerdo al sector, mientras que hacia uno de sus costados que posee playas y palmeras dentro del agua el agua tiene tonalidades rojizas debido a la presencia de algunos minerales, en otras partes se torna más azul por la fuerza de las caídas de agua.
El sistema de transporte más usado son las curiaras (pequeños botes artesanales indígenas). Es uno de los sitios más populares y conocidos del parque. Posee una superficie de unas 52 hectáreas o 522.969.63 metros cuadrados y un perímetro de 4,83 kilómetros.